# 유니테스트
주식회사 유니테스트(영어: UniTest)는 대한민국의 반도체 기업으로, 본사는 경기도 용인시 기흥구 기곡로 27에 있다.

### 내용주
1. ↑  공모가 22,000원에 코스닥 시장에 상장